# Льоп, Пилар
Мария Пилар Льоп Куэнка (исп. María Pilar Llop Cuenca; род. 3 августа 1973[…], Мадрид) — испанский судья, политический и государственный деятель. Член Испанской социалистической рабочей партии. Действующий министр юстиции Испании с 12 июля 2021 года. В прошлом — председатель Сената Испании (2019—2021), депутат Ассамблеи Мадрида (2015—2018, 2019—2021), делегат правительства по гендерному насилию (2018—2019).

## Биография
Родилась 3 августа 1973 года в Мадриде.
Окончила юридический факультет Мадридского университета Комплутенсе. Также окончила Университет Аликанте, где изучала юридический перевод с английского на испанский. Последний курс по программе обмена студентами Эразмус училась в Венском университете.
С 1999 года работала судьёй. В 2006—2007 годах работала в Европейской комиссии в Брюсселе. С июля 2009 года по декабрь 2010 года работала советником в Болгарии. В 2011—2015 годах работала юристом в Генеральном совете судебной власти.
В 2015—2018 и 2019—2021 годах — депутат Ассамблеи Мадрида. В 2018—2019 годах — делегат правительства по гендерному насилию. В 2019—2021 годах — председатель Сената Испании.
12 июля 2021 года назначена министром юстиции во втором кабинете Санчеса.

## Личная жизнь
Замужем, имеет дочь.